# Kurföldi és Zemgalei hercegség
A Kurföldi és Zemgalei hercegség (latinul: Ducatus Curlandiæ et Semigalliæ, lengyelül: Księstwo Kurlandii i Semigalii, németül: Herzogtum Kurland und Semgallen, lettül: Kurzemes un Zemgales hercogiste) egy hercegség volt a Baltikumban, amely a Litván Nagyfejedelemség vazallusa volt 1561 és 1569 között, majd 1569 és 1726 közt a Lengyel–Litván Unióé, végül a Szejm 1726-os döntése értelmében beépült az Unióba, 1795. március 18-án Lengyelország harmadik felosztását követően az Orosz Birodalom bekebelezte.
A birodalmon belül is létezett egy rövidéletű, azonos nevű államalakulat a háború folyamán 1918. március 8. és szeptember 22-ke közt. Az Egyesült Balti hercegség terve, melynek része kellett volna, hogy legyen, meghiúsult, mikor az első világháború végén a Német Birodalom lemondani kényszerült a területről. A terület Lettország részévé vált az első világháborút követően; lásd Kurföldi és Zamgalei hercegség (1918).

## Történelem

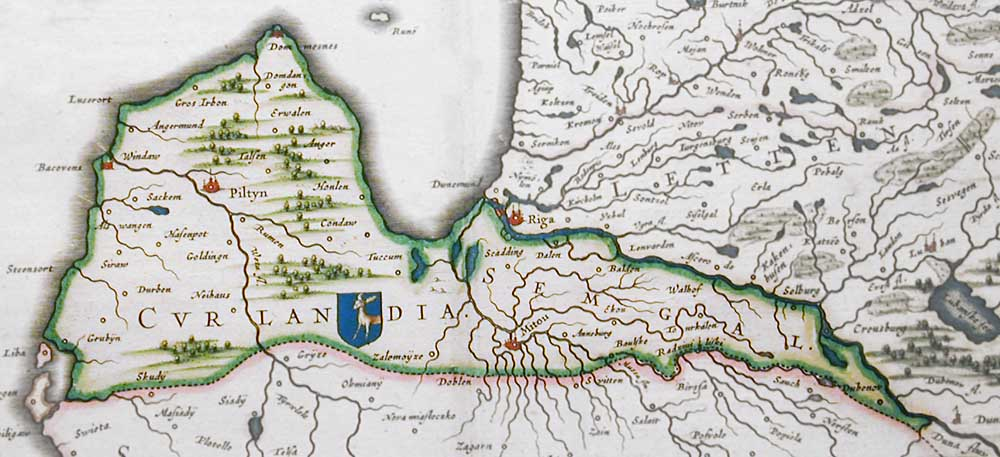
A Kurföldi és Zemgalei hercegség német térképe (1600 körül)

Az 1561-es livóniai háború alatt, a Lív Államszövetség felbomlott és a Livóniai Kardtestvérek rendjét, ami egy német lovagrend volt, feloszlatták. A vilniusi szerződés értelmében Észtország déli része, valamint Lettország északi része a Litván nagyfejedelemséghez került, és kialakították ott a Lív hercegséget (Ducatus Ultradunensis, Pārdaugavas hercogiste). A mai Lettországnak az a része, amely a Daugava-folyó nyugati partja és a Balti-tenger közé esett lett a Kurföldi és Zemgalei hercegség, amely névlegesen a lengyel király hűbéres állama lett amit a Kettler-ház hercegei igazgattak, Peter von Biron kivételével.
Gotthard Kettler, volt a Lív lovagrend utolsó nagymestere és ő lett Kurföld első hercege. A lovagrend más tagjaiból alakult ki a kur nemesség, megőrizve addigi birtokaikat. Kettler az új hercegség területének közel egyharmadát birtokolta. Mitau (Jelgava) lett az új főváros és a diéta ott találkozott évente kétszer.
A kur területek számos része nem tartozott a hercegséghez. A Lív lovagrend már azelőtt zálogba adta Grobiņa körzetét (a Balti-tenger partján) a Porosz hercegségnek. Egy másik terület, a Piltenei püspökség, más néven a "Kurföldi püspökség" (a Venta folyó partján Nyugat-Kurföldön), Magnusnak a III. Keresztély dán király fiának volt a birtoka. Megígérte, hogy halála után átadja a Kur hercegségnek a területet, de ez a terv nem valósult meg, és csak később Kettler Vilmos szerezte vissza ezt a területet.
Csakúgy, mint a lovagrend többi tagja, Kettler német volt, és hozzáfogott, hogy a hercegséget más német államokhoz hasonlóan szervezze meg. 1570-ben kiadta a Privilegnum Gotthardinumot, amely lehetővé tette a földbirtokosoknak, hogy jobbágysorba vessék a helyi parasztságot birtokaikon.
Amikor Gotthard Kettler 1587-ben meghalt, fiai, Frigyes és Vilmos  lettek Kurföld hercegei. A hercegséget két részre osztották 1596-ban. Frigyes irányította a keleti részt, Semigalia (Zemgale), Mitau (Jelgava) székhellyel. Vilmos a nyugati részt birtokolta Kurföldet (Kurzeme), Goldingen (Kuldīga) székhellyel. Vilmos visszaszerezte Grobiņa térségét, mikor feleségül vette a porosz herceg lányát. Piltene térségét is kiváltotta és megszilárdította felette hatalmát, de végül elvesztette a lengyel-litván államközösség javára. Fejlesztette a fémmegmunkálást, hajógyártást, és az új hajók Kurföld termékeit szállították más országokba.
Azonban a kapcsolatok a herceg és a földbirtokosok között ellenséges volt. Ezenkívül a Lengyel–Litván Unió, amely a Kurföldi hercegség hűbérura volt, a földbirtokosokat támogatta. Vilmos kifejezte csalódottságát földbirtokosokkal, ami 1616-os trónfosztásával végződött. Végül Vilmos elhagyta az országot és hátralevő életét külföldön töltötte. Így Frigyes lett az egyeduralkodó herceg 1616 Kurföldön.
1600 és 1629 között a Lengyel–Litván Unió a Svéd Birodalommal folytatott háborút, amelynek fő harcterei Riga körül helyezkedtek el. A háború kimenetelével Svédország irányítása alá került a mai Közép- és Észak-Lettország, Svéd-Livónia néven. Az Unió megtartotta a Lív hercegség keleti részét, amit ezt követően Inflanty vajdaságnak neveztek lengyelül. Kurföld is részt vett ebben a háborúban, de nem szenvedett súlyos károkat.
A következő herceg, Kettler Jakab uralkodása idején érte el a hercegség fejlettségének csúcspontját. Nyugat-európai utazásai során Jakab a merkantilizmus lelkes támogatója lett. A fémmegmunkálás és hajóépítés sokkal fejlettebb lett, és puskapor-malmai puskaport gyártottak. Kereskedelmi kapcsolatai nemcsak a szomszédos országokra szorítkoztak, hanem a Nagy-Britanniával, Franciaországgal, Hollandiával és Portugáliával is kereskedtek. Jakab kereskedelmi flottát épített a Kur hercegségnek, melynek fő kikötői Ventspils és Libau voltak.

### Gyarmatosítás
1651-ben a hercegség létrehozta első gyarmatát Afrikában, a Szent András-szigeten, a Gambia-folyón és megalapították a Jakab erődöt. Fő kiviteli áruik az elefántcsont, arany, bunda és fűszerek voltak. Hamarosan ezután, 1652-ben, a kurföldiek egy újabb gyarmatot hoztak létre Tobagóban a Kis-Antillákon. Ott a fő kiviteli áru a cukor, dohány, kávé és fűszerek voltak.
Ezalatt azonban a hercegség mind Svédország, mind a Lengyel–Litván Unió érdeklődési körébe került. 1655-ben svéd sereg lépett a hercegség területére és kitört a svéd–lengyel háború (1655–60). A svéd hadsereg elfogta Jakab herceget (1658–60). Ebben az időszakban, a hollandok birtokba vették Kurföld mindkét gyarmatát kereskedelmi flottáját és gyárait pedig megrongálták. Ez a háború az olivai békével (1660) ért véget. Kurföld a szerződés értelmében visszaszerezte Tobagót és megtartotta azt 1689-ig. Jakab herceg nekilátott flottája és gyárai visszaállításának, de a hercegség már sosem érte el a háború előtti fejlettségi szintet.

### 18. század

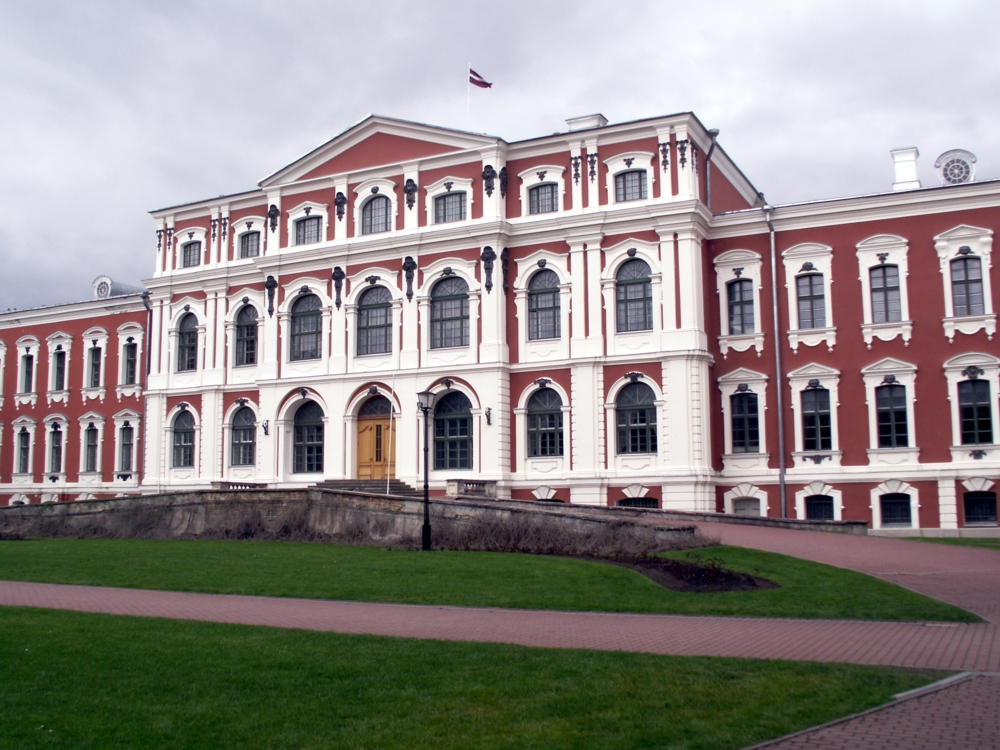
A Jelgavai palota, a hercegek fő rezidenciája

Amikor Jakab meghalt 1682-ben, fia, Frigyes Kázmér lett a következő herceg. Uralkodása alatt a termelés tovább csökkent. A herceget inkább a pompás ünnepségek érdekelték és több pénzt költött, mint amennyije volt. Ennek eredménye az lett, hogy eladta Tobagot a briteknek. 1698-ban halt meg. Ebben az időszakban az Unió növelte befolyását a hercegség mind politikai, mind pedig a gazdasági életére. Továbbá Oroszország is érdeklődést mutatott a terület iránt.
A következő herceg, Kettler Frigyes Vilmos, mindössze hat éves volt, mikor 1698-ban uralkodó lett, és Ferdinánd nagybátyja (aki egy lengyel tábornok volt) gyámsága alatt volt. Ebben az időben kezdődött el a nagy északi háború (1700–21), Svédország és Oroszország és szövetségesei — az Unió, Szászország, illetve Dánia, között. Ennek eredményeként 1710-ben Oroszország átvette az irányítást a mai Lettország központi része felett. Oroszország Kurföldre is erős befolyással bírt, nagykövete, Pjotr Mihajlovics Besztuzsev-Rjumin lett a leghatalmasabb ember a hercegségben. Oroszország cárja, Nagy Péter, egy ígéretet kapott Frigyes Vilmostól, miszerint az feleségül veszi a cár öccsének egyik lányát. Ezzel az ígérettel kívánta Nagy Péter növelni Oroszország befolyását Kurföldre. A megegyezés szerint 1710-ben Frigyes Vilmos elvette Anna Ivanovnát (a későbbi orosz cárnőt), de haza vezető útján Szentpétervárról rosszul lett, majd meghalt. Anna mint hercegnő uralkodott Kurföldön 1711 és 1730 között.
Frigyes Vilmos halála után a következő jelölt a hercegi székre Kettler Ferdinánd volt, de ő Danckában tartózkodott. Mivel a törvény előírta, hogy a herceg Kurföldön tartózkodjon, a Diéta nem ismerte el őt. Mivel Ferdinánd volt az utolsó képviselője a Kettler családnak, figyelemre méltó volt a jelöltek száma akik megpróbálták megszerezni a hercegi széket ebben az időszakban. Az egyik esélyes Szász Móric, II. erős Ágost, lengyel király fia volt. 1726-ban megválasztották hercegnek, de csak a következő évig sikerült fenntartani hatalmát, azt is csak fegyverek erejével. Oroszország nem szimpatizált vele és sereget küldött Nyugat-Kurföldre, hogy elpusztítsa Móric bázisát. Móricnak menekülnie kellett Kurföldről és Oroszország befolyása még erőteljesebb lett. Az orosz befolyás tovább nőtt, mikor III. Frigyes Ágost, szász választófejedelem, Oroszország támogatását kérte a lengyel örökösödési háborúban és ezért cserébe megígérte, hogy Anna választhatja ki a kurföldi hercegi szék várományosát. (Mivelhogy a hercegség lengyel vazallus volt és Kettler Ferdinándnak nem volt utódja, a hercegi korona a lengyel trónra szállt volna.) Anna Biron Ernő Jánost nevezte ki Kurföld hercegévé 1737-ben.
Von Biron jelentős pénzügyi támogatást kapott Oroszországból, amit építkezésekbe fektetett, mint például a Rundālesi palota, amit a neves olasz építész, Bartolomeo Rastrelli tervezett. Anna Ivanovna 1740-ben meghalt, ami a következő évben von Biron száműzetését vonta maga után Szibériába. Onnan a hercegi tanács által folytatta a hercegség irányítását, a lengyel király jóváhagyásával. Azonban a kurföldi földbirtokosok ezt megelégelték és elutasították a hercegi tanács utasításainak követését.
Mária Terézia magyar királynő császárné támogatásával Louis Ernest Braunschweig-Lüneburgot választották Biron utódjának 1741. június 27-én, de míg Szentpéterváron a cím jóváhagyására vártak, Erzsébet orosz cárnő végrehajtott egy puccsot 1741. december 6-án és ezzel elvesztette a címet.
III. Ágost lengyel király kikiáltotta fiát Károlyt kur hercegnek. Így a kur hercegségnek két uralkodója lett egyidejűleg. A helyzet rendkívül feszültté vált — a földbirtokosok egy része elfogadta von Biront, mások viszont Szász Károlyt. II. Katalin orosz cárnő (uralkodott 1762-96) ezt a helyzetet úgy oldotta meg, hogy 1763-ban visszahívta Ernő Jánost száműzetéséből. Ezzel megelőzte, hogy a Lengyel-Litván Unió növelje befolyását Kurföldön. Azonban a politikai viszályok kimerítették Ernő Jánost, és 1769-ben átadta a hercegi széket fiának, Biron Péternek. De a politikai felfordulás folytatódott Kurföldön. A földbirtokosok egy része az Uniót, mások Oroszországot támogatták. Végül Oroszország eldöntötte Kurföld sorsát, mikor a szövetségeseivel maradéktalanul felosztotta Lengyelországot (1795). Biron Péter Oroszország "baráti ajánlása" szerint átadta hercegi jogait Oroszországnak 1795-ben. A Kurföldi hercegség Oroszországba való beolvasztását 1795. március 28-án írták alá és a kurföld hercege cím az orosz cárra szállt.

### Kurföld hercegei

A Kettler család, Kurföld hercegeinek címere

- Gotthard Kettler, 1561–87, a Kardtestvérek rendje utolsó nagymestere, majd az első herceg
- Kettler Frigyes (1587–1642, Keleti-Kurföldön uralkodott) és Kettler Vilmos (1587–1616, Nyugat-Kurföldön uralkodott)
- Kettler Jakab, 1642–82, Kettler Vilmos egyetlen fia, aki Frigyes nagybácsija után örökölte a trónt; Kurföld újra egyesült
- Kettler Frigyes Kázmér, 1682–98, Kettler Jakab idősebb élő fia
- Kettler Frigyes Vilmos, 1698–1711, Frigyes Kázmér egyetlen életben maradt fia. Feleségül veszi a későbbi Anna cárnőt, nem született utóda.
- Kettler Ferdinánd, 1711–37, Kettler Jakab fiatalabb, túlélő fia. Halálával a Kettler-dinasztia kihalt.
- Biron Ernő János, 1737–40, Anna orosz cárnő kegyeltje, akit utasítására választott meg a kur nemesség
- hercegi tanács, 1740–58 (míg Biront Erzsébet száműzte Szibériába, majd Jaroszlavlba.)
- Louis Ernest Braunschweig-Lüneburg, 1741. június 27. - december 6.
- Szász Károly, 1758–63
- Biron Ernő János, 1763–69 (Nagy Katalin visszaállította uralmát a hercegségben)
- Biron Péter, 1769–95, Biron Ernő János fia. 1795-ben Kurföld beolvadt Oroszországba, de nem kapott pénzbeli kárpótlást.

## Fordítás
Ez a szócikk részben vagy egészben  a   Duchy of Courland and Semigallia című angol Wikipédia-szócikk ezen változatának fordításán alapul.  Az eredeti cikk szerkesztőit annak laptörténete sorolja fel. Ez a jelzés csupán a megfogalmazás eredetét és a szerzői jogokat jelzi, nem szolgál a cikkben szereplő információk forrásmegjelöléseként.